# Projeto de lei de extradição de Hong Kong em 2019

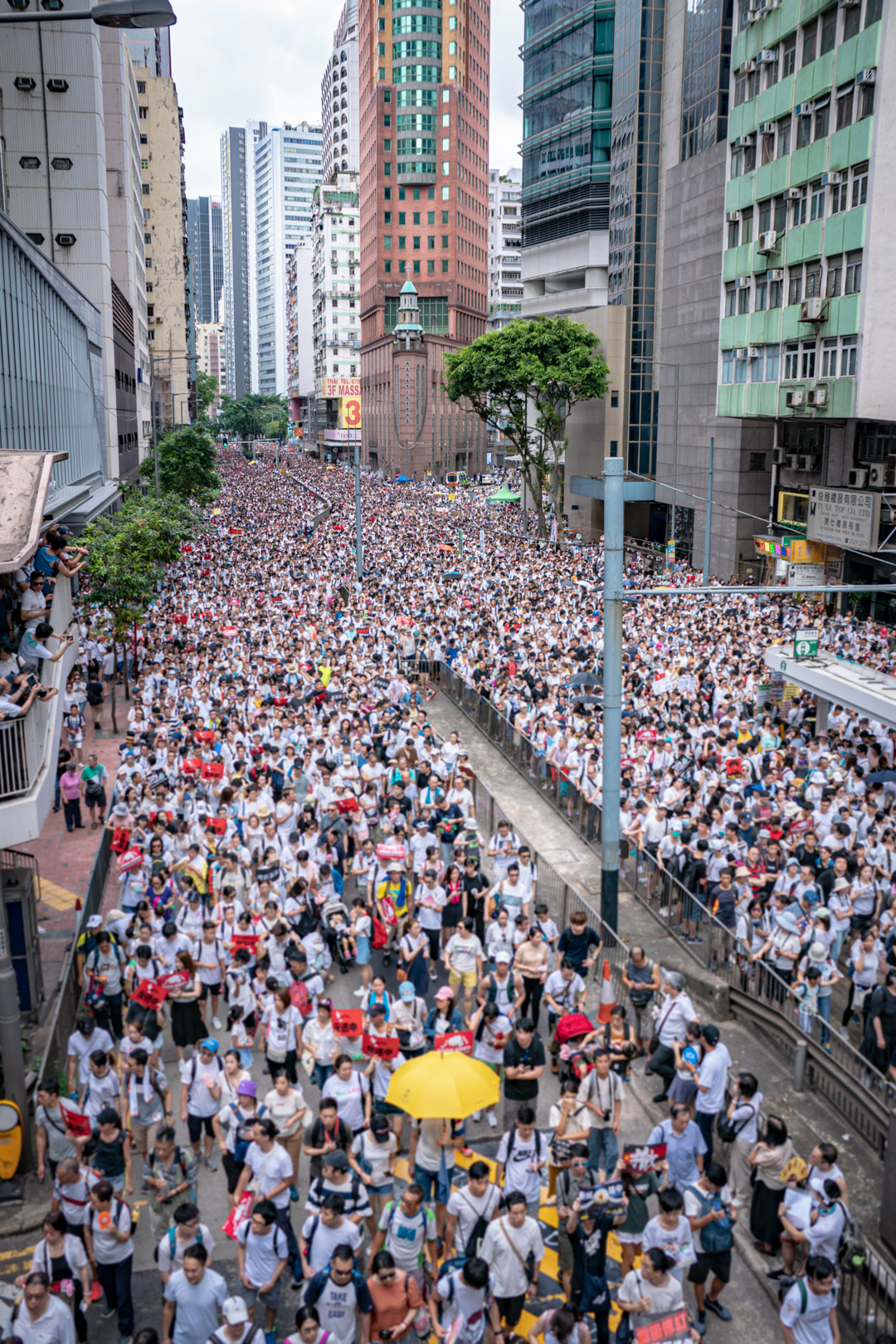
Centenas de milhares de manifestantes nas ruas em 9 de junho.

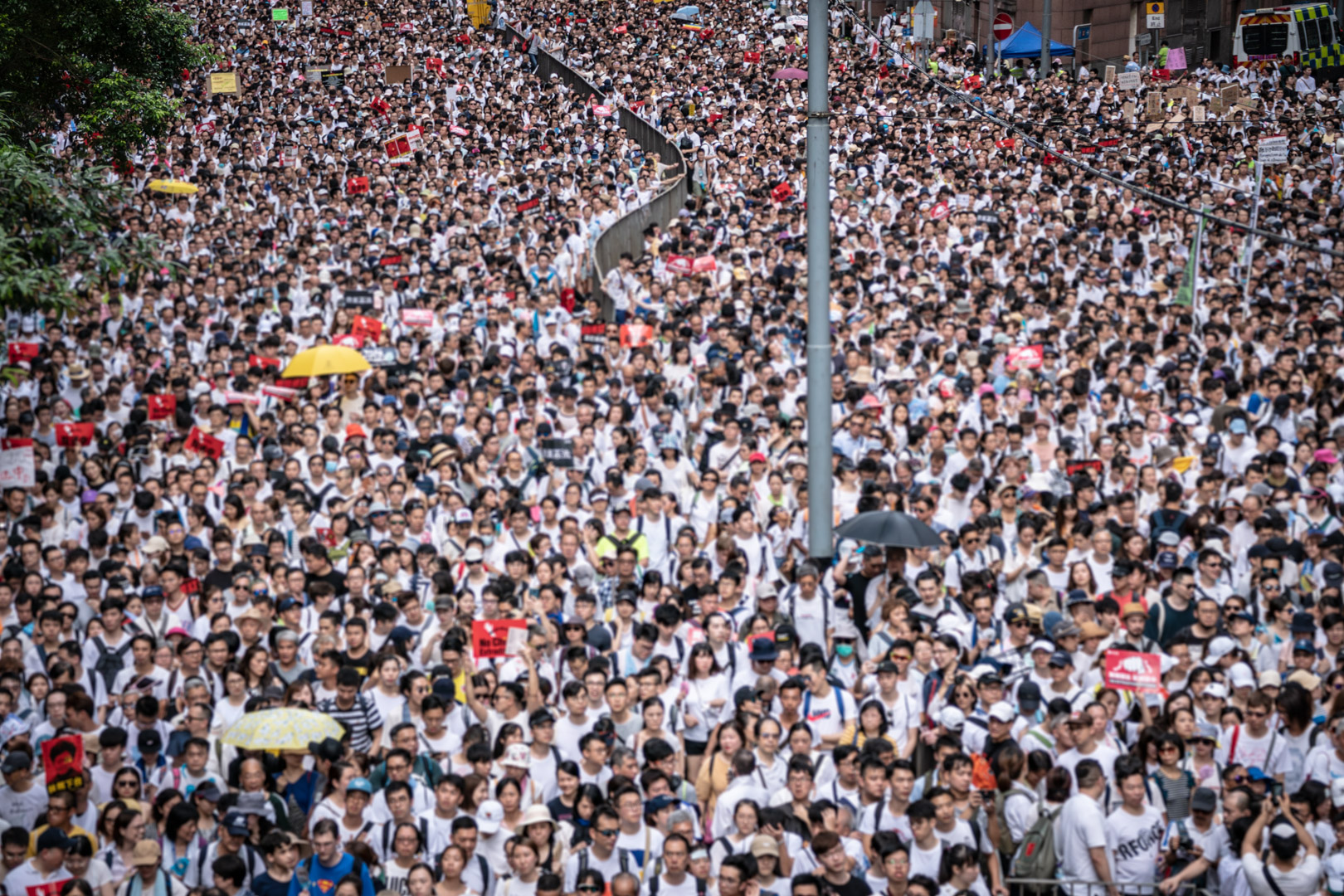
Calcula-se que mais de 1 milhão de pessoas foram às ruas para protestarem contra a lei de extradição.

O Projeto de lei de extradição de Hong Kong em 2019 (em chinês: 2019年逃犯及刑事事宜相互法律協助法例(修訂)條例草案) é um projeto de lei sobre a extradição para alterar o Decreto dos Infratores Fugitivos (Cap. 503) em relação aos acordos de entrega especial e à Assistência Jurídica Mútua em Matéria Penal (Cap. 525) para que arranjos para a assistência jurídica mútua possam ser feitos entre Hong Kong e qualquer lugar fora de Hong Kong. O projeto de lei foi proposto pelo governo de Hong Kong em fevereiro de 2019 para solicitar a entrega de um suspeito de Hong Kong em um caso de homicídio em Taiwan. O governo propôs estabelecer um mecanismo para transferências de fugitivos, não só para Taiwan, mas também para a China continental e Macau, que não são abrangidos pelas leis existentes.
A introdução do projeto de lei fez com que os profissionais da área jurídica, organizações de jornalistas, grupos empresariais e governos estrangeiros tivessem medo da erosão do marco legal de Hong Kong e de seu clima de negócios. Eles estavam preocupados com o aumento do risco de que cidadãos de Hong Kong e cidadãos estrangeiros que passavam pela cidade pudessem ser enviados a julgamento para a China continental, onde os tribunais estão sob o controle político chinês. Autoridades em Taipei afirmaram que Taiwan não concordaria em extraditar quaisquer suspeitos de Hong Kong, sob o argumento de que os cidadãos taiwaneses em Hong Kong estariam em maior risco de serem extraditados para a China Continental sob o projeto de lei proposto. A pressa do governo de Hong Kong de implementar a legislação para extraditar, também deu origem a um precedente para salvaguardas processuais de curto-circuito no Conselho Legislativo.
Realizaram-se diversos protestos contra o projeto de lei em Hong Kong. Em 9 de junho de 2019, os manifestantes estimados eram de centenas de milhares a mais de um milhão, que marcharam nas ruas contra a lei de extradição e pediram a renúncia de Carrie Lam, Chefe do Executivo de Hong Kong.
Em 12 de junho, os protestos do lado de fora do Conselho Legislativo acabaram em confrontos violentos entre a polícia e os manifestantes, com pelo menos 79 pessoas feridas e outra rodada de atenção internacional. Em 15 de junho, a executiva-chefe Carrie Lam anunciou que suspenderia a proposta de lei por tempo indefinido.
Outro protesto em massa, pedindo para o governo a retirar o projeto de lei e para Lam deixar o cargo de executivo-chefe, ocorreu em Victoria Park, em 16 de junho de 2019. Segundo os organizadores, estima-se que quase dois milhões de pessoas tenham participado dos protestos. Se a contagem for verdadeira, seria o maior protesto na história de Hong Kong.